# Kahhor Mahkamow
Kahhor Mahkamow (tadż. Қаҳҳор Маҳкамович Маҳкамов, ur. 16 kwietnia 1932 w Chodżencie, zm. 8 czerwca 2016 w Duszanbe) – radziecki i tadżycki polityk komunistyczny, I sekretarz KC  Komunistycznej Partii Tadżyckiej SRR w latach 1985–1991, prezydent Tadżyckiej SRR w latach 1990–1991. Premier Tadżyckiej SRR w latach 1982–1986. Mahkamow poparł pucz moskiewski w sierpniu 1991 roku, po jego fiasku zrezygnował ze wszystkich zajmowanych stanowisk i wycofał się z polityki.
W 1953 skończył Leningradzki Instytut Górnictwa i podjął pracę w kopalni w Szurab, gdzie był pomocnikiem głównego inżyniera, kierownikiem działu i głównym inżynierem. Od 1957 działacz partii komunistycznej, od 1963 przewodniczący Państwowej Komisji Planowania Tadżyckiej SRR, od 1965 wicepremier Tadżyckiej SRR. Od 20 kwietnia 1982 do 4 stycznia 1986 prezes Rady Ministrów Tadżyckiej SRR. Od 12 kwietnia do 30 listopada 1990 przewodniczący Rady Najwyższej Tadżyckiej SRR. W latach 1984–1989 deputowany do Rady Najwyższej Tadżyckiej SRR 11 kadencji. Nagrodzony czterema Orderami Czerwonego Sztandaru Pracy i tytułem Zasłużonego Inżyniera Tadżyckiej SRR.